# Walter Blocher
Walter Blocher ist ein österreichischer Rechtswissenschaftler.

## Leben
Er studierte an der Universität Wien Rechtswissenschaften (Mag. iur., Dr. iur.) und Betriebsinformatik (Mag. rer. soc. oec.) und an der Wirtschaftsuniversität Wien als Doktoratsstudium Sozial- und Wirtschaftswissenschaften (Dr. rer. soc. oec.). Er war von 1985 bis 1994 Universitätsassistent an der Wirtschaftsuniversität Wien. Von 1994 bis 2006 war er Assistenzprofessor an der Wirtschaftsuniversität Wien. Seit 2006 ist er Professor für Bürgerliches Recht, Unternehmensrecht und Informationsrecht an der Universität Kassel.
Seine Tätigkeitsschwerpunkte sind Immaterialgüterrecht, Rechtsschutz von Software, Informationsrecht, IT-Vertragsrecht, E-Commerce-Recht, Verbraucherschutz in der Informationsgesellschaft und Distributed Ledger Technology (Blockchain, Bitcoin, Smart Contracts etc.).

## Schriften (Auswahl)
- Der Schutz von Software im Urheberrecht. Wien 1989, ISBN 3-85428-135-8.
- mit Martin Gelter und Michael Pucher (Hg.): Festschrift Christian Nowotny. Zum 65. Geburtstag. Wien 2015, ISBN 3-214-03497-9.